# Mutter (оконный менеджер)
Mutter — оконный менеджер X Window System, который используется по умолчанию в рабочей среде GNOME 3. Mutter был разработан в качестве альтернативы Metacity. Mutter сочетает в себе функции композитного и оконного менеджера, базируется на плотном привлечении средств OpenGL и использует в своей работе функции библиотеки Clutter.
Логика управления окнами в Mutter полностью унаследована от оконного менеджера Metacity. Из значительных улучшений можно отметить гибкую систему расширения функциональности за счёт подключения плагинов, которые могут полностью изменить логику управления окнами и организацию оформления экрана. Mutter может использоваться как отдельный оконный/композитный менеджер, так и выступать в качестве основы для таких оболочек, как GNOME Shell или Moblin.